# بلگورود ۹۶۱۲
سیارک ۹۶۱۲ (به انگلیسی: 9612 Belgorod، نامگذاری:1992RT7) نه هزار و ششصد و دوازدهمین سیارک کشف شده‌است که در ۴ سپتامبر ۱۹۹۲ کشف شد.
قدر مطلق سیارک برابر ۱۲٫۳۰ است.